# 施政方針演説

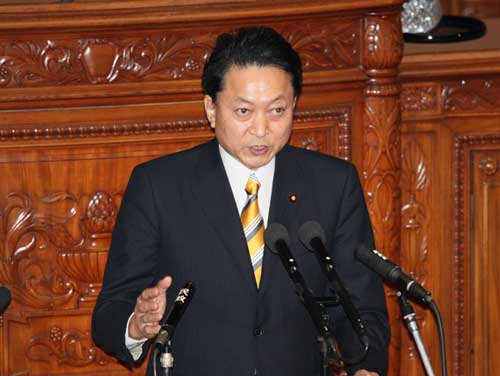
施政方針演説を行う鳩山由紀夫首相（2010年1月29日、第174回国会にて）

施政方針演説（しせいほうしんえんぜつ）とは、内閣総理大臣が国会で一年間の政府の基本方針や政策についての姿勢を示すために行われる演説。また、都道府県議会などの地方議会で各年度の第一回定例会などに行われる演説である。

## 国会における施政方針演説

### 実施の形式

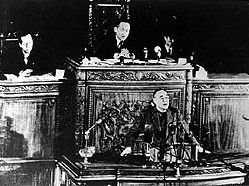
施政方針演説を行う吉田茂首相

国会で会期の初めに内閣総理大臣が行う演説には、常会（通常国会）の開会式後に行われる施政方針演説と特別会（特別国会）や臨時会（臨時国会）の開会式後に行われる所信表明演説がある。
通常国会では内閣総理大臣が施政方針演説を行った後、外務大臣の外交演説、財務大臣の財政演説、経済財政政策担当大臣の経済演説が行われる（政府四演説）。各会派はこれら四演説に対して後日代表者1名が代表質問（一般質問）を行う。
施政方針演説や所信表明演説に直接の根拠規定があるわけではないが、帝国議会時代からの慣例に基づき実施されている。内閣総理大臣の施政方針演説は明治憲法下に於いて1890年（明治23年）に召集された第1回帝国議会の衆議院本会議（1890年12月6日）の席上で第3代内閣総理大臣山縣有朋が行ったのが最初である。なお、衆議院と参議院の先例集では、日本国憲法第63条、第72条、国会法第70条を参考法令としている。
衆議院先例492号
「会期の始めに内閣総理大臣が施政方針に関して、外務大臣が外交に関して、財務大臣が財政に関して、経済財政政策担当大臣が経済に関して演説する。」
参議院先例355号
「毎会期の始めに内閣総理大臣は施政方針等に関し、国務大臣は外交、財政、経済に関し演説するのを例とする」
一般的に施政方針演説は常会（通常国会）、所信表明演説は特別会（特別国会）もしくは臨時会（臨時国会）で行われるが、過去の例では施政方針演説が常会の性格を持つ特別国会で、所信表明演説が通常国会や会期の途中で行われた例もある。特に初期の国会では常会で施政方針演説、特別国会や臨時国会で所信表明演説という区分によらない例も見られた。1953年（昭和28年）6月以前は臨時国会の冒頭など現在では所信表明演説として扱われる演説でも施政方針演説とされていた。

### 日本国憲法下において施政方針演説を行わなかった例
日本国憲法下において内閣総理大臣の施政方針演説が行われなかったケースは過去に3度ある。
1948年10月11日召集の第3回臨時国会
- 首相である吉田茂が7月のマッカーサー勧告による国家公務員法及びその関係法規の制定を実行すればいつでも施政方針演説を行う用意はあるとして、施政方針演説を見送った状態で国会の実質審議に入った。野党が施政方針演説の実施を要求したものの、国会会期終了の11月30日まで施政方針演説は行われなかった。

1983年12月26日召集の第101回特別国会
- 1983年12月18日に第37回衆議院議員総選挙が行われたため、通常国会召集の詔書が取り消され[注 1]、総選挙後の特別国会を「通常国会に代替する国会」に位置付けて会期を150日間とし、第二次中曾根康弘内閣が発足した後に施政方針演説が行われた。

1989年12月25日召集の第117回通常国会
- 1990年1月24日、国会開会式翌日に第一次海部俊樹内閣に於いて衆議院を解散したため。なお、施政方針演説は第39回衆議院議員総選挙後の第118回特別国会召集後、第二次海部俊樹内閣が発足した後の3月2日に行われた。

### 施政方針演説における出来事
- 1957年2月4日、第26回通常国会では脳梗塞による療養中の首相石橋湛山に代わり、首相臨時代理である岸信介が登壇・演説した。岸は施政方針演説の後、兼摂する外務大臣として外交演説も引き続いて行った。
- 2000年1月28日、第147回通常国会では衆議院定数削減を定めた公職選挙法改正案を巡る当時の与党（自由民主党、公明党、自由党）による強行採決に抗議し、野党が小渕恵三首相の施政方針演説を始めとする政府四演説を実施するための本会議出席を拒否する事態が発生した。

### 施政方針演説の一覧
| 元号 | 年月日         | 国会        | 施政方針演説 をした首相 |
| ---- | -------------- | ----------- | ----------------------- |
| 昭和 | 1947年7月1日   | 第1回国会   | 片山哲                  |
| 昭和 | 1948年1月22日  | 第2回国会   | 片山哲                  |
| 昭和 | 1948年3月20日  | 第2回国会   | 芦田均                  |
| 昭和 | 1948年12月4日  | 第4回国会   | 吉田茂                  |
| 昭和 | 1949年4月4日   | 第5回国会   | 吉田茂                  |
| 昭和 | 1949年11月8日  | 第6回国会   | 吉田茂                  |
| 昭和 | 1950年1月23日  | 第7回国会   | 吉田茂                  |
| 昭和 | 1950年7月14日  | 第8回国会   | 吉田茂                  |
| 昭和 | 1950年11月24日 | 第9回国会   | 吉田茂                  |
| 昭和 | 1951年1月26日  | 第10回国会  | 吉田茂                  |
| 昭和 | 1951年10月12日 | 第12回国会  | 吉田茂                  |
| 昭和 | 1952年1月23日  | 第13回国会  | 吉田茂                  |
| 昭和 | 1952年11月24日 | 第15回国会  | 吉田茂                  |
| 昭和 | 1953年1月30日  | 第15回国会  | 吉田茂                  |
| 昭和 | 1953年6月16日  | 第16回国会  | 吉田茂                  |
| 昭和 | 1954年1月27日  | 第19回国会  | 吉田茂                  |
| 昭和 | 1955年1月22日  | 第21回国会  | 鳩山一郎                |
| 昭和 | 1955年4月25日  | 第22回国会  | 鳩山一郎                |
| 昭和 | 1956年1月30日  | 第24回国会  | 鳩山一郎                |
| 昭和 | 1957年2月4日   | 第26回国会  | 岸信介                  |
| 昭和 | 1957年11月1日  | 第27回国会  | 岸信介                  |
| 昭和 | 1958年1月29日  | 第28回国会  | 岸信介                  |
| 昭和 | 1958年9月30日  | 第30回国会  | 岸信介                  |
| 昭和 | 1959年1月27日  | 第31回国会  | 岸信介                  |
| 昭和 | 1960年2月1日   | 第34回国会  | 岸信介                  |
| 昭和 | 1960年10月21日 | 第36回国会  | 池田勇人                |
| 昭和 | 1961年1月30日  | 第38回国会  | 池田勇人                |
| 昭和 | 1961年9月28日  | 第39回国会  | 池田勇人                |
| 昭和 | 1962年1月19日  | 第40回国会  | 池田勇人                |
| 昭和 | 1963年1月23日  | 第43回国会  | 池田勇人                |
| 昭和 | 1964年1月21日  | 第46回国会  | 池田勇人                |
| 昭和 | 1965年1月25日  | 第48回国会  | 佐藤栄作                |
| 昭和 | 1966年1月28日  | 第51回国会  | 佐藤栄作                |
| 昭和 | 1967年3月14日  | 第55回国会  | 佐藤栄作                |
| 昭和 | 1968年1月27日  | 第58回国会  | 佐藤栄作                |
| 昭和 | 1969年1月27日  | 第61回国会  | 佐藤栄作                |
| 昭和 | 1970年2月14日  | 第63回国会  | 佐藤栄作                |
| 昭和 | 1971年1月22日  | 第65回国会  | 佐藤栄作                |
| 昭和 | 1972年1月29日  | 第68回国会  | 佐藤栄作                |
| 昭和 | 1973年1月27日  | 第71回国会  | 田中角栄                |
| 昭和 | 1974年1月21日  | 第72回国会  | 田中角栄                |
| 昭和 | 1975年1月24日  | 第75回国会  | 三木武夫                |
| 昭和 | 1976年1月23日  | 第77回国会  | 三木武夫                |
| 昭和 | 1977年1月31日  | 第80回国会  | 福田赳夫                |
| 昭和 | 1978年1月21日  | 第84回国会  | 福田赳夫                |
| 昭和 | 1979年1月25日  | 第87回国会  | 大平正芳                |
| 昭和 | 1980年1月25日  | 第91回国会  | 大平正芳                |
| 昭和 | 1981年1月26日  | 第94回国会  | 鈴木善幸                |
| 昭和 | 1982年1月25日  | 第96回国会  | 鈴木善幸                |
| 昭和 | 1983年1月24日  | 第98回国会  | 中曽根康弘              |
| 昭和 | 1984年2月6日   | 第101回国会 | 中曽根康弘              |
| 昭和 | 1985年1月25日  | 第102回国会 | 中曽根康弘              |
| 昭和 | 1986年1月27日  | 第104回国会 | 中曽根康弘              |
| 昭和 | 1987年1月26日  | 第108回国会 | 中曽根康弘              |
| 昭和 | 1988年1月25日  | 第112回国会 | 竹下登                  |
| 平成 | 1989年2月10日  | 第114回国会 | 竹下登                  |
| 平成 | 1990年3月2日   | 第118回国会 | 海部俊樹                |
| 平成 | 1991年1月25日  | 第120回国会 | 海部俊樹                |
| 平成 | 1992年1月24日  | 第123回国会 | 宮沢喜一                |
| 平成 | 1993年1月22日  | 第126回国会 | 宮沢喜一                |
| 平成 | 1994年3月4日   | 第129回国会 | 細川護熙                |
| 平成 | 1995年1月20日  | 第132回国会 | 村山富市                |
| 平成 | 1996年1月22日  | 第136回国会 | 橋本龍太郎              |
| 平成 | 1997年1月20日  | 第140回国会 | 橋本龍太郎              |
| 平成 | 1998年2月16日  | 第142回国会 | 橋本龍太郎              |
| 平成 | 1999年1月19日  | 第145回国会 | 小渕恵三                |
| 平成 | 2000年1月28日  | 第147回国会 | 小渕恵三                |
| 平成 | 2001年1月31日  | 第151回国会 | 森喜朗                  |
| 平成 | 2002年2月4日   | 第154回国会 | 小泉純一郎              |
| 平成 | 2003年1月31日  | 第156回国会 | 小泉純一郎              |
| 平成 | 2004年1月19日  | 第159回国会 | 小泉純一郎              |
| 平成 | 2005年1月21日  | 第162回国会 | 小泉純一郎              |
| 平成 | 2006年1月20日  | 第164回国会 | 小泉純一郎              |
| 平成 | 2007年1月26日  | 第166回国会 | 安倍晋三                |
| 平成 | 2008年1月18日  | 第169回国会 | 福田康夫                |
| 平成 | 2009年1月28日  | 第171回国会 | 麻生太郎                |
| 平成 | 2010年1月29日  | 第174回国会 | 鳩山由紀夫              |
| 平成 | 2011年1月24日  | 第177回国会 | 菅直人                  |
| 平成 | 2012年1月24日  | 第180回国会 | 野田佳彦                |
| 平成 | 2013年2月28日  | 第183回国会 | 安倍晋三                |
| 平成 | 2014年1月24日  | 第186回国会 | 安倍晋三                |
| 平成 | 2015年2月12日  | 第189回国会 | 安倍晋三                |
| 平成 | 2016年1月22日  | 第190回国会 | 安倍晋三                |
| 平成 | 2017年1月20日  | 第193回国会 | 安倍晋三                |
| 平成 | 2018年1月22日  | 第196回国会 | 安倍晋三                |
| 平成 | 2019年1月28日  | 第198回国会 | 安倍晋三                |
| 令和 | 2020年1月20日  | 第201回国会 | 安倍晋三                |
| 令和 | 2021年1月18日  | 第204回国会 | 菅義偉                  |
| 令和 | 2022年1月17日  | 第208回国会 | 岸田文雄                |
| 令和 | 2023年1月23日  | 第211回国会 | 岸田文雄                |
| 令和 | 2024年1月30日  | 第213回国会 | 岸田文雄                |
| 令和 | 2025年1月24日  | 第217回国会 | 石破茂                  |

## 地方議会における施政方針演説
都道府県議会の場合、例年2月に開催される各年度第一回定例会において、知事が予算案や新年度の県政の施策の説明を行う演説をいう。ただし、いくつかの県で「所信表明演説」と称しているものを東京都では「施政方針演説」と称するなど名称や形式は自治体により異なる。2023年（令和5年）の東京都議会定例会の場合、第一回（2月）の冒頭に施政方針表明の演説、第二回（6月）・第三回（9月）・第四回（12月）の冒頭に所信表明の演説が行われた。